# Dapeng, Shenzhen
Dapeng är ett stadsdistrikt i den subprovinsiella staden Shenzhen i provinsen Guangdong i sydöstra Kina. Befolkningen uppgick till 156 236 vid folkräkningen 2020. Distriktet är ett så kallat "nytt distrikt" och är formellt en del av distriktet Longgang som fortfarande står för viss del av administrationen.
Dapeng är indelat i tre stadsdelsdistrikt (jiedao).
- Dapeng (大鹏街道)
- Kuiyong (葵涌街道)
- Nan'ao (南澳街道)